# Diamarakro
Diamarakro est une ville située à l'est de la Côte d'Ivoire et appartenant au département de Bettié, dans la Région du Moyen-Comoé. La localité de Diamarakro est un chef-lieu de commune et de sous-préfecture .